# انتحار مدرس ثانوي (فلم)
انتحار مدرس ثانوي هو فيلم دراما مصري من إخراج ناصر حسين وبطولة حسين فهمي، عفاف شعيب، هياتم وإحسان القلعاوي.

## نبذه
يعيش إبراهيم وتفيدة حياة سعيدة لا يعكر صفوها سوى عدم إنجابهما، ليضطر إبراهيم تحت ضغط للزواج من جارته حسنية، تكتشف تفيدة أمر زواجه وتفاجأ أنها حامل فيقرر طلاق حسنية، ولكنه يفاجأ بأنها الأخرى حامل، تنجب كل من تفيدة وحسنية خمسة أطفال، لتتزايد الضغوط على إبراهيم، وتتصاعد الأحداث.

## طاقم العمل
- حسين فهمي بدور إبراهيم
- عفاف شعيب بدور تفيدة
- هياتم بدور حسنية
- إحسان القلعاوي بدور أم إبراهيم
- مظهر أبو النجا بدور عبد البديع

## وصلات خارجية
- مقالات تستعمل روابط فنية بلا صلة مع ويكي بيانات